# Турецкий киоск (Царское Село)
Туре́цкий кио́ск — не сохранившийся до наших дней павильон в Екатерининском парке Царского Села (ныне — Музей-заповедник «Царское Село»). Киоск, возведённый по проекту И. В. Неелова в 1779—1781 годах, являлся копией аналогичного сооружения в одном из парков Константинополя. Его появление в Царском Селе связывалось с посольством князя Н. В. Репнина в Османскую империю в 1775 году.
Павильон представлял собой деревянное строение в турецком стиле. Он не был условно-символической стилизацией, а, напротив, был декорирован с воспроизведением реальных образцов турецкого искусства, повторяя в том числе константинопольский прототип. Тематически он входил в так называемый «Турецкий комплекс» построек Екатерининского парка. В период Великой Отечественной войны Турецкий киоск был утрачен.

## История
В 1770—1780-х годах в парках Царского Села появился целый ряд объектов, которые могут быть объединены в условный «Турецкий комплекс» сооружений, как писал о нём советский искусствовед А. Н. Петров. Преимущественно они связаны с событиями русско-турецкой войны 1768—1774 годов. Это Чесменская колонна, памятник в честь победы в Чесменском сражении; Кагульский обелиск, увековечивший победу русских войск в сражении при Кагуле; Морейская колонна в ознаменование военных успехов на полуострове Морея; Крымская колонна в память о покорении Крыма в годы войны и последующем присоединении полуострова к Российской империи; Башня-руина, представляющая собой аллегорию упадка Османской империи; Красный, или Турецкий, каскад, символически отсылающий к турецкой архитектуре.
Ещё одной постройкой Екатерининского парка, связанной с упомянутыми сооружениями своей «турецкой» тематикой, стал Турецкий киоск. Литератор XIX века Я. И. Сабуров в своём описании царскосельских садов утверждал, что Екатерина II построила киоск «в память отъезда князя Н. В. Репнина послом в Царьград». О том, что киоск — это «память посольства князя Репнина в 70-х годах XVIII века», писал в начале XX века полицмейстер дворцовых зданий Царскосельского дворцового управления С. Н. Вильчковский. Целью поездки князя Н. В. Репнина в Турцию во второй половине 1775 года был обмен с турецкой стороной ратификационными документами, подтверждавшими Кючук-Кайнарджийский мир, завершивший войну 1768—1774 годов, а также аудиенция у султана, что должно было явиться церемониальным воплощением факта восстановления дипломатических отношений после войны.

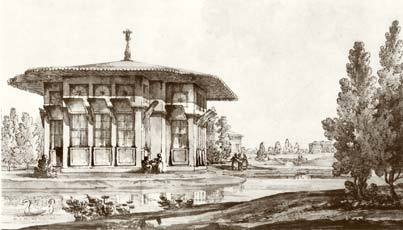
Турецкий киоск. Рисунок Дж. Кваренги, 1780-е годы

В турецких парках киоск (тур. köşk) — это садовый павильон с диванами и фонтаном в центре для частных встреч и послеобеденного отдыха. Царскосельский киоск, по некоторым данным, был построен по модели, привезённой из Османской империи, которая, в свою очередь, в точности повторяла киоск в одном из султанских парков Константинополя («в садах Сераля», как более определённо пишет А. Н. Петров). Данных о том, какой конкретно павильон послужил прототипом, нет. По оценкам турецкого историка К. Ибрагимзаде, к началу XXI века в Стамбуле сохранилась лишь незначительная часть киосков XVIII столетия. Эти постройки именовались «касыр» и располагались в дворцовых парках на берегу водоёмов (моря, реки или озера). К числу известных павильонов такого типа можно отнести стамбульские Касры-Нешат (существовал в 1723—1815 годах) и Касры-Дженан, один из которых, возможно, и был образцом для Турецкого киоска в Екатерининском парке.
Авторство проекта киоска в Царском Селе ранее приписывалось Дж. Кваренги либо Ч. Камерону, однако впоследствии были найдены чертежи и другие документы, согласно которым автором сооружения являлся русский архитектор И. В. Неелов. Кваренги же и Камерон в период разработки проекта ещё не поступили на русскую службу и не прибыли в Россию. Подготовка проекта велась с сентября 1777 года по декабрь 1778 года, после чего из денег Императорского кабинета было выделено на строительство 9083 рубля 87 копеек, наряду с прочими суммами. Общие расходы на постройку и украшение киоска, согласно ассигнованиям от 1777 года, составили, по данным И. Ф. Яковкина, 10 253 рубля 48½ копеек.

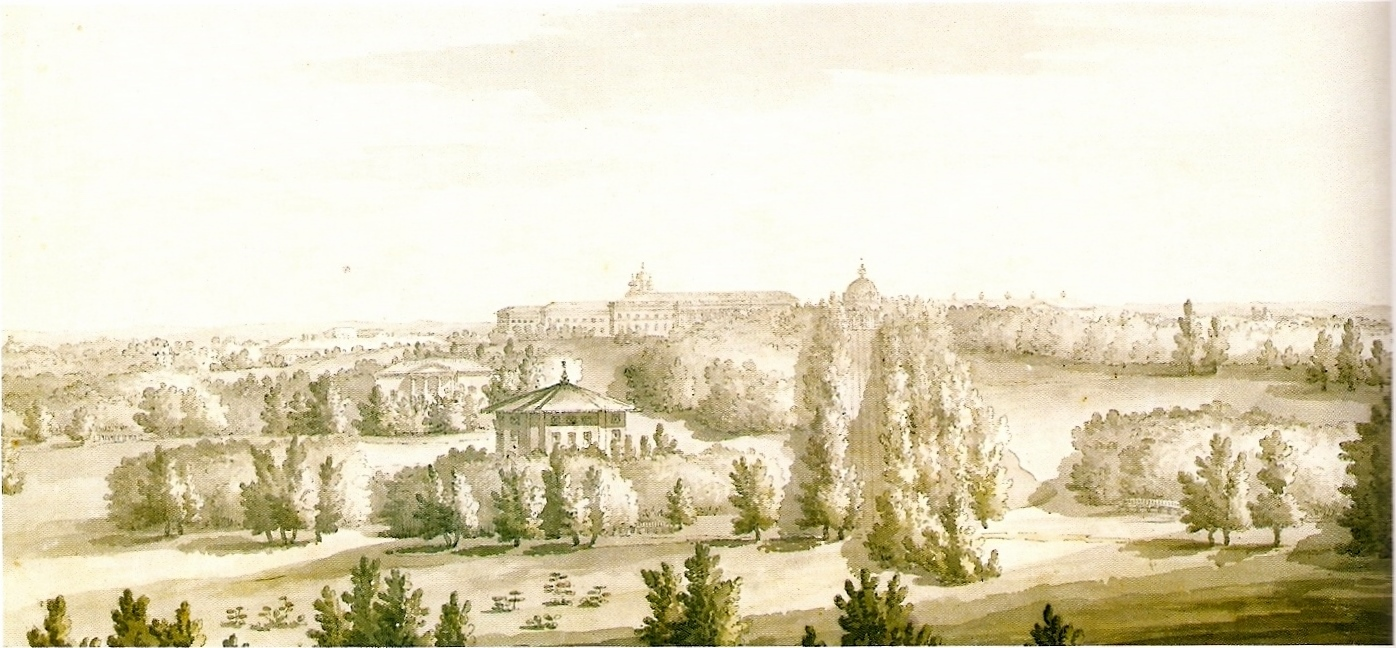
Панорама Царскосельского парка. Рисунок Дж. Кваренги, 1780-е годы. В центре слева — Турецкий киоск

Контракт на строительство деревянного павильона был подписан с подрядчиком, государственным крестьянином Г. Афанасьевым, в феврале 1779 года. «Резного золотарного цеха мастеру» Ф. Брюлло было поручено вырезать из липы стилизованные пальмовые деревья с жестяными листьями, которые образовывали нечто вроде капителей в верхней части «пальм», а также изготовить балясины, вызолотить бруски для постройки, начать роспись окон. С мая по сентябрь 1781 года группа из 6 «живописцев и краскотёров» во главе с художником А. И. Бельским занималась росписью интерьера киоска — окон, стен, колонн. Последним этапом работ стала отделка 16 канапе, расставленных по стенам павильона снаружи, которую весной 1782 года осуществил янтарный мастер Ф. Роггенбук.
Готовое строение называлось «Турецкой киоской» (в женском роде), «Турецкой беседкой», «Диваном». Вероятно, из-за экзотического облика сооружение сравнивали с «мусульманским храмом или мечетью». Екатерина II использовала киоск как место отдыха во время прогулок. Внуки государыни, великие князья Александр и Константин, после купания в пруду переодевались в павильоне в сухое платье. Здесь же она устраивала домашние праздники: велась игра в лото, подавались холодное кушанье с десертом, китайский чай и кофе мокко. В период белых ночей, по некоторым данным, в киоске для императрицы устраивались концерты, на которых исполнялась духовная музыка, выступали певчие, звучали арии из опер, играл роговой оркестр. Останавливалась Екатерина в киоске, однако, не более чем на час.
Например, 8 июня 1786 года, согласно камер-фурьерскому журналу, в киоске был организован вечерний стол для императрицы, придворных и иностранных послов, в числе которых на ужине присутствовали А. Фицгерберт (Великобритания), П. Норманде (Испания), герцог ди Серракаприола (Неаполитанское королевство), А. А. Деболи (Польша), Ф. Ж. да Орта Машаду (Португалия), барон И. Г. фон дер Остен-Сакен (Саксония) с супругой и барон И. фон Зедделер (Великое герцогство Тосканское) с супругой. Трапеза сопровождалась музыкой и хором певчих Придворной капеллы. Для ужина «употреблено было пять круглых разных столов, которые поставлены были один посередине залы, четыре, поменее первого, по сторонам залы».

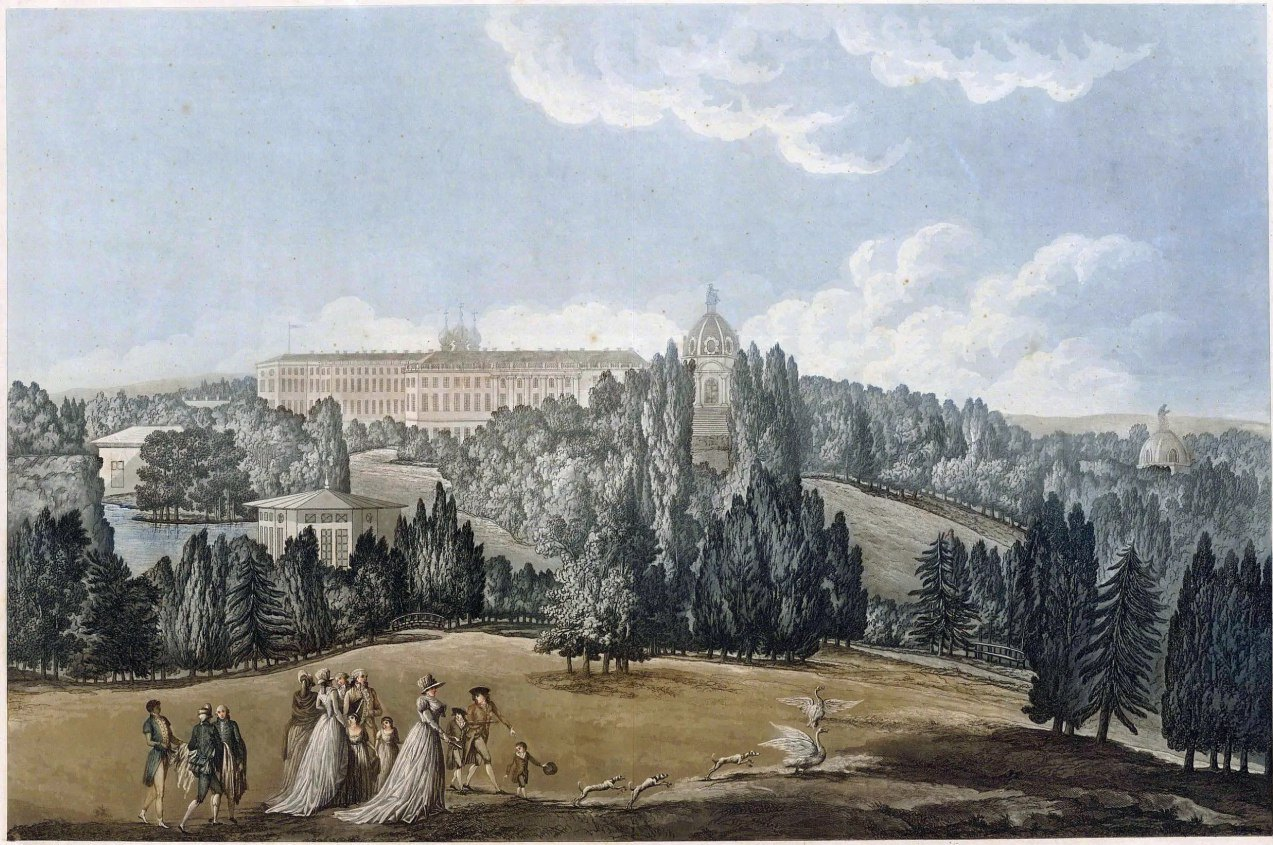
М.-Ф. Дамам-Демартре. Прогулка императрицы Екатерины II в парке Царского Села. 1811. На заднем плане слева — Турецкий киоск

В начале XX века Турецкий киоск пребывал, по описанию С. Н. Вильчковского, уже в довольно ветхом состоянии. От материй, устилавших полы и диваны, «остались одни чехлы», от диванов — «почти сгнившее дерево» с истлевшей от времени обивкой. Скамьи, стоявшие по стенам снаружи, также имели признаки старости, а живопись на стенах внутри была «сильно попорчена».
В 1911 году строение было приспособлено для размещения экспонатов Царскосельской юбилейной выставки, приуроченной к 200-летию Царского Села. В Турецком киоске демонстрировались предметы Экспедиции заготовления государственных бумаг: черпальный чан, гидравлический пресс, насос, ручные типографский и металлографский станки, машины для резки картона и печати железнодорожных билетов, аппараты для определения толщины бумаги, поиска разрыва бумаги, моторы, реостаты, образцы бумаги с портретами, картинами, рисунками, узорами, образцы процентных бумаг, диапозитивы, микрофотографии, гальванопластические изделия, работы учеников Технической школы при Экспедиции, а также статистические данные по оплате труда и обеспечению рабочих Экспедиции. Посетители могли увидеть, как работают некоторые из выставленных приспособлений. Показывались процесс создания водяных знаков при помощи черпального чана, гидравлического пресса и насоса, трёхцветная печать на типографском станке, изготовление гелиогравюр на металлографском станке и печать железнодорожных билетов.
После Февральской революции в Царском Селе началась подготовка к созданию музея в бывшей императорской резиденции и открытию его для посетителей. В рамках этого процесса, осуществлявшегося первоначально силами сотрудников Царскосельской художественно-исторической комиссии под руководством Г. К. Лукомского, в Турецком киоске (как и в ряде других павильонов Екатерининского парка, а также в Большом Екатерининском дворце) в 1917 году была произведена перестановка мебели с целью восстановления полного набора предметов, подходящих к архитектурному убранству павильона стилистически и исторически. В годы Великой Отечественной войны деревянный Турецкий киоск сгорел.

Туфовый каскад и Турецкий киоск. Рисунок Дж. Кваренги, конец XVIII века
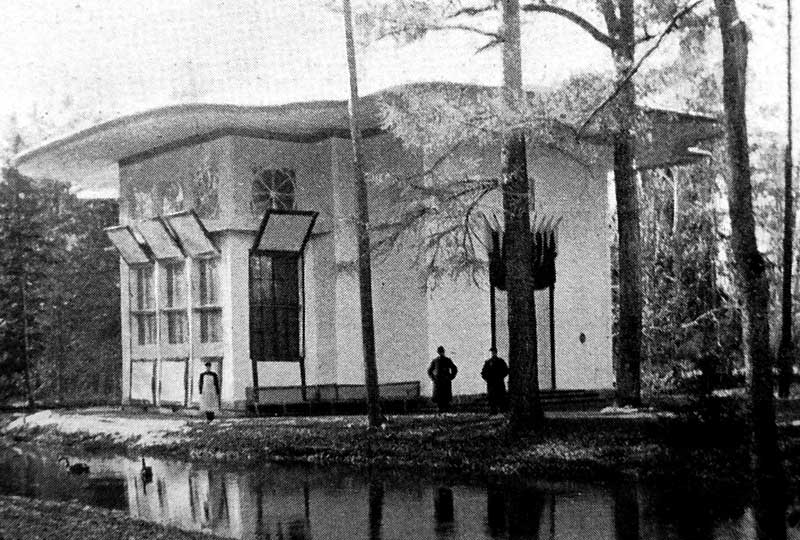
Турецкий киоск в 1911 году
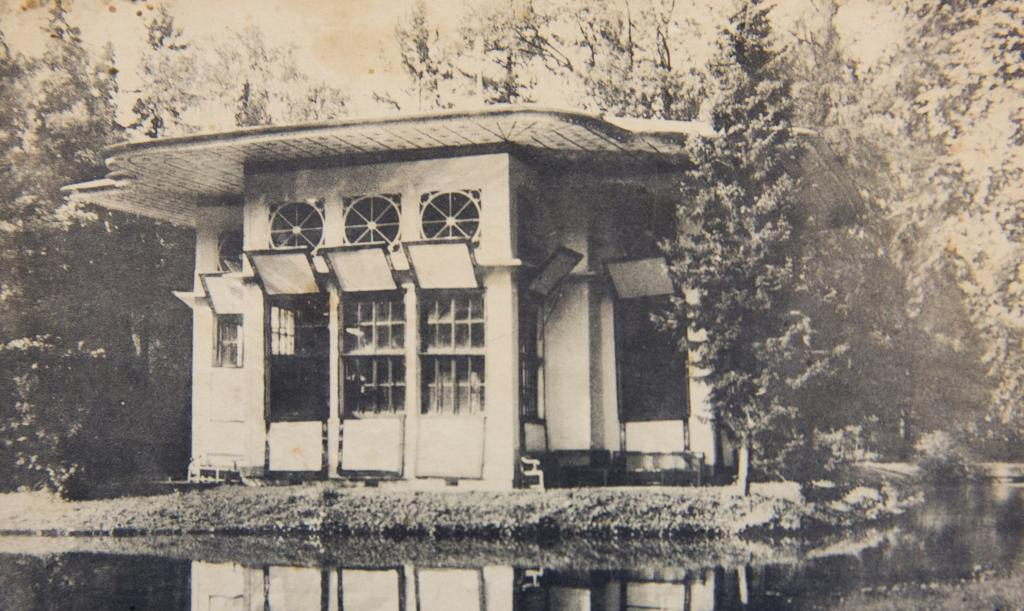
Почтовая карточка 1917 года. Фототипия «Шерер, Набгольц и Ко», Москва, издание «Контрагентства А. С. Суворина и Ко»

## Описание
Строение находилось в пейзажной части Екатерининского парка на острове посреди пруда. Ниже по течению того водотока, что омывает берега острова, располагаются Пудостский мост и Красный каскад, рядом (в том числе через Пудостский мост) проходит Рамповая аллея. Напротив, на другом острове, стоит павильон Концертный зал. Деревянная постройка имела 6-7 саженей в длину и 3 в ширину, 4,5 сажени в высоту.

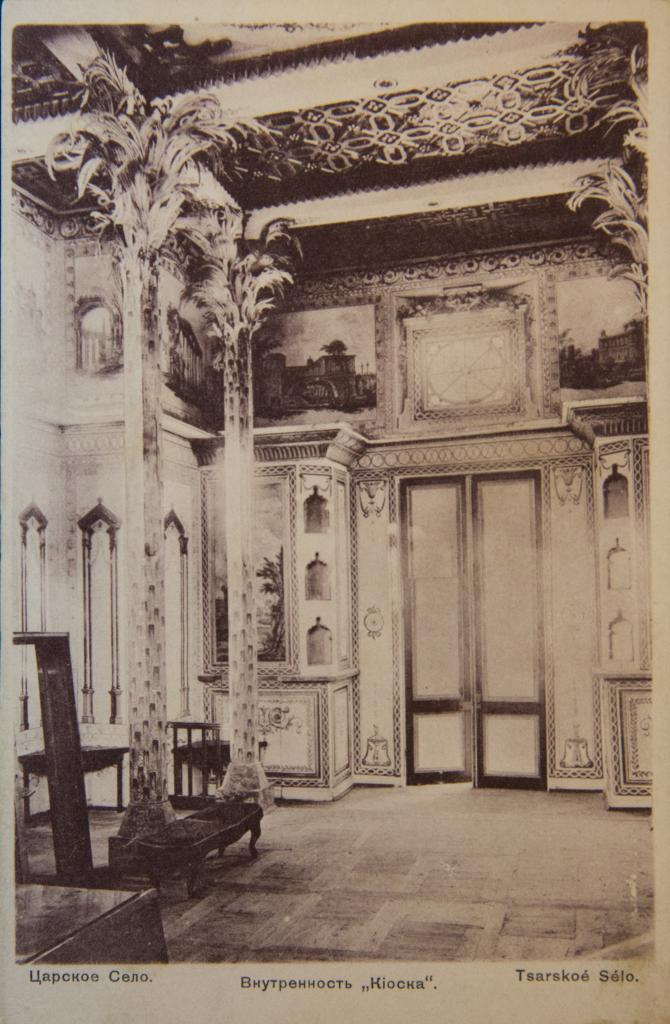
Интерьер киоска. Почтовая карточка начала XX века

Турецкий киоск был, вероятно, одним из первых сооружений в турецком стиле в России, который воспроизводил оригинальные образцы турецкого искусства, а не представлял собой приблизительную и весьма условную стилизацию, далёкую от настоящей Турции. Главным элементом внешнего вида киоска, придававшим ему восточный характер, была очень пологая крыша с широкими свесами со всех сторон, которые снизу были расписаны орнаментом. На фоне белых стен выделялись широкие окна: нижний ряд со ставнями, открывающимися кверху и книзу, и верхний ряд окон «второго света» — круглых, вписанных в квадрат. В окна были вставлены, по некоторым данным, разноцветные стёкла. По стенам снаружи стояли деревянные скамьи.

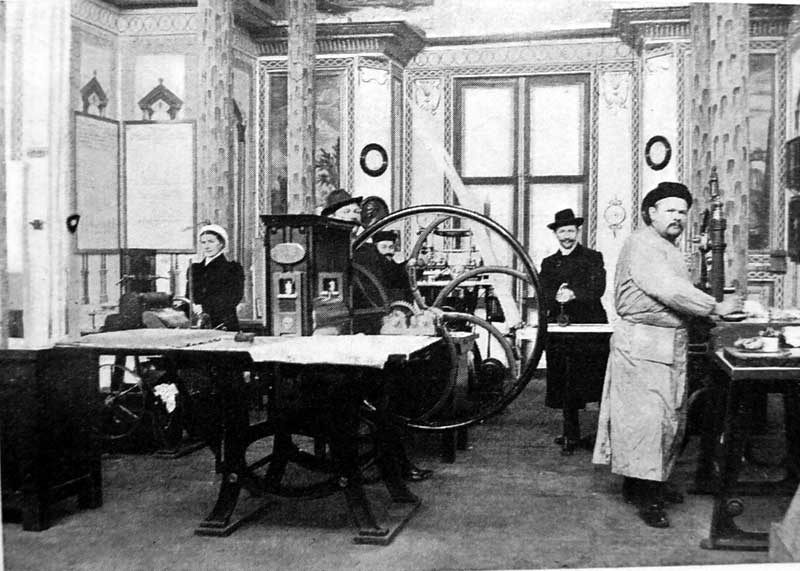
Внутренний вид киоска во время выставки 1911 года

Внутри Турецкий киоск был «убран со всей азиатской роскошью». Пространство павильона было решено как один большой зал с альковами, в которых стояли диваны. Зал имел высокий потолок, но в средней части он был ещё немного выше, и эта часть зала отделялась от альковов 12 тонкими деревянными колоннами, расписанными в виде пальмовых стволов, которые наверху были обиты выкрашенными в зелёный цвет «пальмовыми листьями», преимущественно сделанными из жести. Четыре из 12 колонн, более вытянутые, с картонными листьями, а не жестяными, поддерживали плафон из смолы, обёрнутый фольгой.
Украшен царскосельский киоск был, по некоторым данным, так же, как и его константинопольский прототип. На стенах были обои, сходные с теми, которые применялись в аналогичных турецких постройках. Настенная живопись изображала виды окрестностей Константинополя. Диваны и полы были устланы редкими материями и коврами, привезёнными из Турции.